# Henri Rivière (Maler)

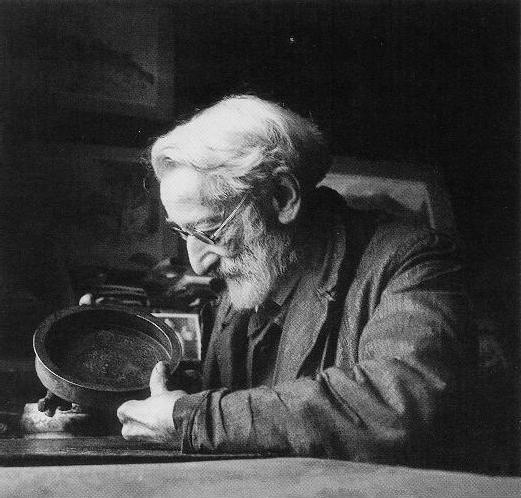
Henri Rivière, 1935

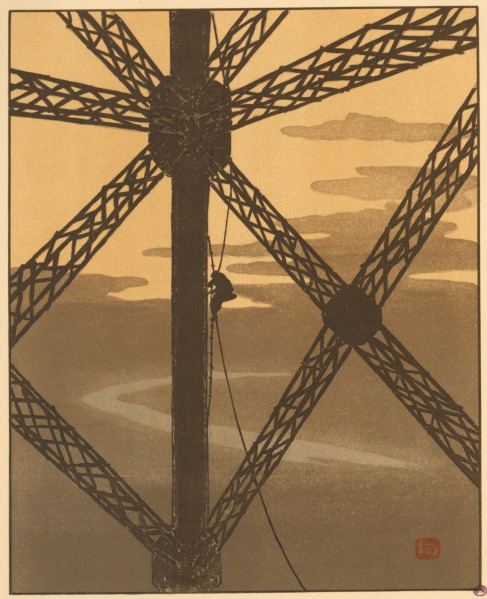
Trente-six vues de la tour Eiffel, Blatt 36 (1902)

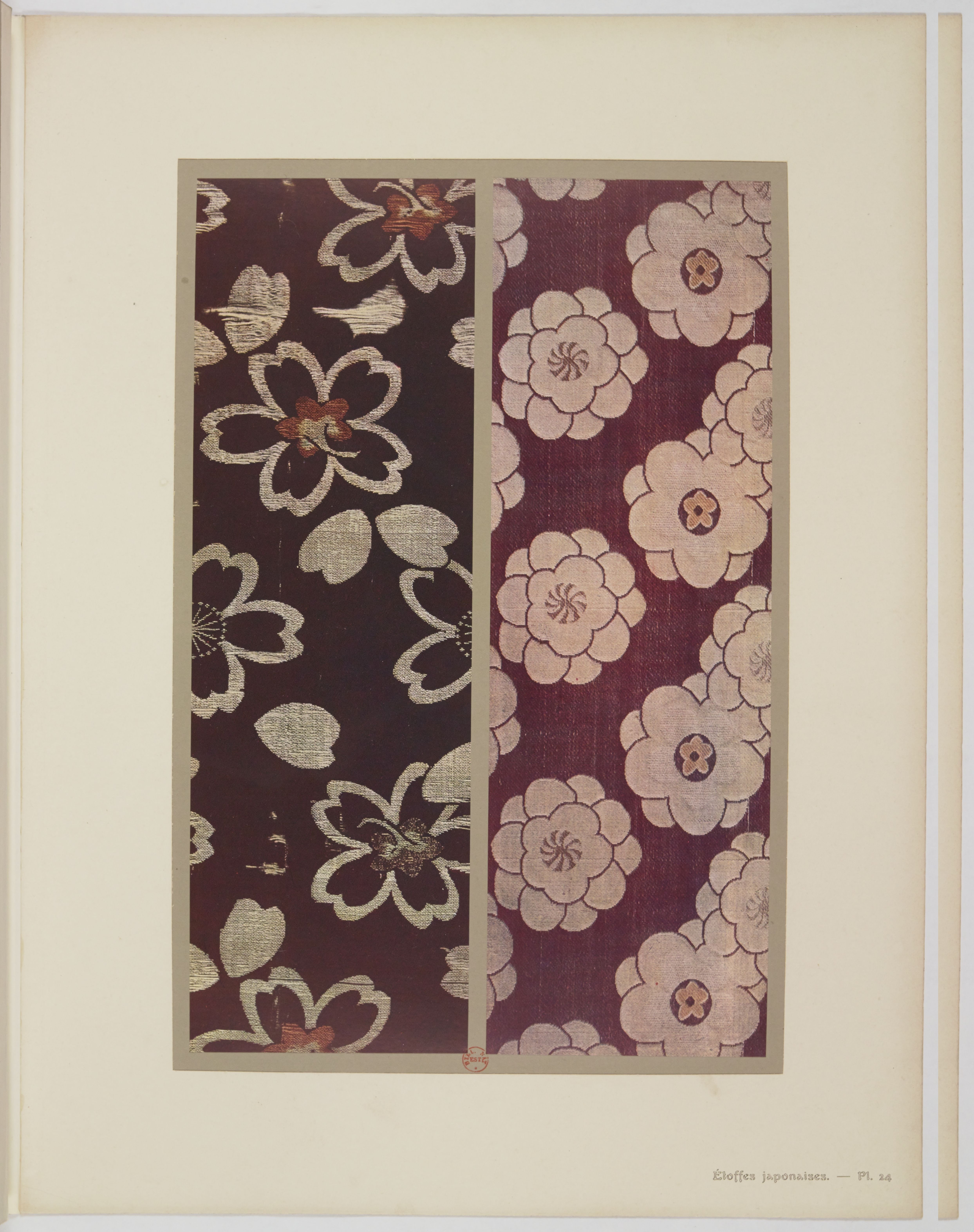
Japanische Seidenstickerei aus der Sammlung von Henri Rivière

Henri Rivière (* 11. März 1864 in Paris; † 24. August 1951 in Sucy-en-Brie) war ein französischer Regisseur und Bühnenbildner für Schattentheater, sowie Grafiker und Maler. Überliefert sind vor allem Holzschnitte und Aquarelle, aber auch Illustrationen, Lithographien, Aquatinta und Radierungen.

## Jugend und Ausbildung
Rivière wurde als Sohn des Kurzwarenhändlers Prosper Rivière und der Musikerin Henriette („Lou“), die aus gutbürgerlichem Hause stammte, geboren. Er wuchs gemeinsam mit seinem Bruder Jules am Montmartre auf. Zu Beginn der Belagerung von Paris durch die Preußen im Jahr 1870 floh die Familie nach Ax-les-Thermes, der Herkunftsregion des Vaters. Nach der Rückkehr nach Paris im Jahr 1873 starb sein Vater im Alter von 43 Jahren und die Familie war aus finanziellen Gründen zum Umzug gezwungen. Paul Signac war einer der neuen Nachbarn Rivières, mit dem er sich anfreundete. Im Jahr 1875 heiratete seine Mutter erneut, was mit einem Umzug und Schulwechsel einherging. Sein Status als externer Schüler erlaubte es ihm, auch weiterhin Spaziergänge auf dem Montmartre zu unternehmen und Signac zu besuchen. Nach Beendigung seiner Regelschulzeit schickte ihn seine Mutter auf eine Handelsschule, die er, mangels ausreichender Leistungen, abbrechen musste. Der junge Henri arbeitete kurz für einen Importeur für Straußenfedern, bevor er im Jahr 1880 von einem Bekannten des Stiefvaters, dem Porträt- und Historienmaler Émile Bin, unterrichtet wurde. Dieser starb jedoch eineinhalb Jahre später, sodass sein Freund Signac die Ausbildung übernahm.

## Schaffensperiode
Im Jahr 1882 traf er auf Rodolphe Salis, der Betreiber des Künstleretablissements Le Chat Noir, welcher ihn als Redakteur seiner wöchentlichen Hauszeitung gleichen Namens einstellte. Hierfür fertigte er regelmäßig Gedichte, verschiedene Artikel und vor allem Illustrationen. Er verfolgte aber auch weiterhin seine eigenen künstlerischen Arbeiten. Anfänglich beeinflusst von Gustave Doré, machte er erste Versuche mit Radierungen, entdeckte aber bald sein Talent für den Holzschnitt. Im Jahr 1886 wurde er auch zum künstlerischen Leiter des Le Chat Noir berufen. Mit einer kleinen Erbschaft, die ihm im Jahr 1884 zufiel, fuhr er mit seinem Bruder in die Bretagne in den Urlaub, in den kleinen Ort Saint-Briac-sur-Mer. Dies war auch der Beginn seiner Leidenschaft für diese Gegend.
Mit innovativen Einfällen fertigte er ab 1888 farbige Schattentheater, so z. B. für die Aufführung Die Versuchung des Heiligen Antonius. Er bemalte die gläsernen Trägerplatten einer Laterna magica als Hintergrund für die Schattentheater mit farbigen Darstellungen. Die aus Zinkfolie gefertigten Spielfiguren wurden unterhalb der sichtbaren Bühne bewegt und eine schräg von unten strahlende Lampe warf das Schattenspiel auf die Projektionsfläche. Er führte die Inszenierungen und Bühnengestaltung bis zur Schließung des Theaters im Jahr 1897. Neben der Versuchung des Antonius gestaltete er La Marche à l'étoile (Der Sternmarsch), ein Mysterium in zehn Bildern und zu den Gedichten und der Musik von Georges Fragerolle Der verlorene Sohn und die Sainte-Geneviève. Bis zur Schließung des Chat Noir wurden 46 Inszenierungen von ihm aufgeführt.
Ebenfalls im Jahr 1888 lernte er seine spätere Frau Eugénie Ley kennen, die bereits ein Jahr später zu ihm zog. Die Heirat fand jedoch erst im Jahr 1895 statt und eine Wohnung am Boulevard Clichy wurde bezogen. In diesem Jahr kaufte er auch sein Haus in Loguivy-de-la-Mer, das heute zur Gemeinde Ploubazlanec gehört, und er verbrachte ab dann die Winter in Paris und die Sommer in der Bretagne. Dort entstanden viele seiner typischen Motive.
Das Jahr 1897 markierte eine starke Wandlung seiner Arbeit. Das Chat Noir war bereits geschlossen als Rivière die Bekanntschaft mit Florine Langweil machte, einer ausgewiesenen Kennerin der japanischen Kunst. Zu dieser Zeit war der Japonismus in Frankreich populär. Animiert durch die Stücke, die er im Antiquitätengeschäft von Madame Langeweil vorfand, begann er sich für japanische Holzschnittkunst zu interessieren. Im Jahr 1905 erwarb Tadamasa Hayashi, ein japanischer Kunsthändler, der japanische Farbholzschnitte nach Frankreich importierte, neben einigen Werken von Edgar Degas, mit dem er schon seit 1898 befreundet war und Werken von Jean-Baptiste Camille Corot auch vier Bilder von Rivière als Wanddekoration für sein Haus. Im Jahr 1911 wurde Rivière Mitglied im Verein Le Cénacle um Degas, dessen Vorsitz er später auch übernahm. Ein Jahr später beging sein Bruder Selbstmord, weswegen er seinen jungen Neffen, dem späteren Museologen, Georges-Henri Rivière, bei sich aufnahm. Aus Verbundenheit nahm dieser dann den zweiten Vorname Henri an.
Nachdem Rivière sein Haus in der Bretagne verkauft hatte, unternahmen er und seine Frau im Jahr 1912, auf Einladung von André Noufflard, dem Schwiegersohn von Florine Langweil, eine Italienreise. Er besuchte die Toskana und Umbrien. Er hatte Aufenthalte in den Städten San Gimignano, Siena, Monte Oliveto, Orvieto und Assisi. Danach sind keine weiteren japanischen Motive mehr von ihm bekannt. Stattdessen veröffentlichte er im Jahr 1913 das Buch La céramique dans l'art musulman mit einhundert farbigen Illustrationen von Keramiken der islamischen Kunst. Im Jahr 1917 löste er sich von der Druckgrafik und wandte sich ganz dem Aquarell zu, welchem er sich seit 1890 schon widmete. Unterbrochen wurde dies durch eine Anstellung beim Verlag Demotte in den Jahren 1920 bis 1923. Rivières Ausstellung im Jahr 1921 im Musée des Arts décoratifs war auch der Zeitpunkt des Rückzuges aus seinem aktiven Künstlerdasein.

## Späte Jahre
Er verbrachte nun die Sommer in der Provence und widmete sich ganz seiner Frau und dem gemeinsamen Freundeskreis. Aber auch im Ruhestand hörte er nicht auf, Zeichnungen und Aquarelle zu erstellen. Bei Beginn des Sitzkriegs am 3. September 1939 fühlte er sich an das Fluchtjahr 1870 seiner Kindheit erinnert und zog mit seiner Frau nach Buis-les-Baronnies. Wenig später starb seine Frau nach kurzer Krankheit. Dies stürzte ihn eine tiefe Depression, sodass Noufflard ihn auf sein Landgut in die Dordogne einlud. Dort erholte er sich langsam und begann auch wieder zu aquarellieren. Im Alter von 80 Jahren stellte er fest, dass es ihm durch sein schwindendes Augenlicht unmöglich wurde, seine Arbeiten mit der gewohnten Präzision auszuführen. Nach Beendigung des Krieges kehrte er im Jahr 1945 erstmals in seine Wohnung am Boulevard Clichy zurück. Dort diktierte er, zwischenzeitlich gänzlich erblindet, seine Memoiren Les Détours du Chemin: Souvenirs, notes et croquis 1864-1947. Im Jahr 1950 erkrankte er schwer und starb im darauf folgenden Jahr in Sucy en Brie. Seinem Wunsch entsprechend ist er an der Seite seiner Frau in Fresnay-le-Long auf dem Besitz der Familie Noufflard begraben.
Rivière hinterließ ein umfangreiches Werk mit mehr als 1000 Aquarellen, vielen hundert Illustrationen, Lithographien, Radierungen aber vorwiegend vielen Holzschnitten.

## Arbeitsweisen
Riviere hat klassische, moderne und dekorative Stile verbunden, um elegante Kompositionen zu erschaffen, stark beeinflusst von dem, zur damaligen Zeit in Frankreich recht populären, Japonismus. Obwohl er gegen die offensichtliche Stilisierung in der Kunst war und der Natürlichkeit zugewandt war, offenbaren seine Holzschnittdrucke stilistische Techniken von japanischen Kunstwerken.

## Werke (Auswahl)

### Radierung, Aquatinta und Lithographie
- Paris, Bibliothèque nationale de France[1]

### Holzschnitte nach der japanischen Methode
- Les Trente-six Vues de la Tour Eiffel (1888–1902), Reihe von gefertigten Brettern, Platten und Lithographien in fünf Tönen, wobei seine erste Platte den Bau des Eiffelturms abbildet[2];
- La Mer : études de vagues  (1890–1892), starker japanischer Einfluss, Anleihen bei Hokusai, Utagawa Hiroshige. Serie von 20 Werken;
- Paysages bretons (1890–1894), Serie von 20 Werken;

### Schattentheater am Chat Noir
- La Tentation de Saint-Antoine, magisches Spektakel in zwei Akten und 40 Tafeln, Musik von Fragerolle und Albert Tinchant, Premiere am 28. Dezember 1887.
- Phryne und Scènes grecques (griechische Szenen) 1888, zur Musik von Charles de Sivry.
- La Marche à l'étoile, Mysterium in 10 Tafeln, Text und Musik von Georges Fragerolle, 1893.
- L'Enfant prodigue, biblische Szenen auf 7 Tafeln, Text und Musik von Georges Fragerolle, 1895.
- Sainte-Geneviève, Text und Musik von Claudius Blanc und Léopold Dauphin.
- Le Juif-errant, légende en 8 tableaux, Musik von Georges Fragerolle.
- Clairs de lune, féerie en 6 tableaux, Text und Musik von Georges Fragerolle.

### Lithographien
Diese Methode ermöglichte es ihm seine Formate ab 1897 zu vergrößern.
- Aspects de la nature (1897–1899)[3]  März 2014 in der Ausgaben für Kinder vom Verlag Larousse veröffentlicht;
- Paysages parisiens (1900)[4];
- Féerie des heures (1901–1902)[5];
- Beaux pays de Bretagne (1914)[6].

### Publikationen, die von Henri Rivière illustriert wurden
- A. Melandri: Les Farfadets. Conte breton, Illustrationen von Henri Rivière, Maison Quantin, 1886
- La Tentation de Saint-Antoine : Märchenspiel, erstmals aufgeführt im Le Chat noir am 28. Dezember 1887, Musik von Fragerolle und Albert Tinchant, Premiere am 28. Dezember 1887, Paris, Plon, 1887[7]
- Le pardon de Sainte-Anne-la-Palud, 1892 oder 1893, Quimper, Museum des Departements Breton
- Sainte Geneviève, Text und Musik von Claudius Blanc und von Léopold Dauphin, Gestaltung von Henri Rivière, 1893[8]
- La Marche à l'Étoile  Text und Musik von Georges Fragerolle, Gestaltung von Henri Rivière, Flammarion, 1899, neu ediert 1902[9]
- La Céramique dans l'art musulman. Sammlung von einhundert Farbtafeln, Paris, E. Lévy, 1913.
- La Céramique dans l'art d'Extrême-Orient, Paris, Albert Lévy, 1923.

### Veröffentlichungen nach seinem Tode
- Les Trente-six Vues de la Tour Eiffel, Texte von Aya Louisa Mcdonald, P. Sers, 1989 ISBN 2-904057-39-0[10]
- La Bretagne, nicht veröffentlichte Aquarelle, Équinoxe, 2004 ISBN 978-2-84135-430-6.
- Provence, nicht veröffentlichte Aquarelle, Equinox, 2004, ISBN 978-2-84135-443-6.
- Valérie Sueur-Hermel (s./dir.), Henri Rivière, entre impressionnisme et japonisme, Paris, Edition der BnF, 2009 ISBN 9782717724318.

## Ausstellungen (Auswahl)
- 1907: Gruppenausstellung bei der Société nationale des beaux-arts[11]
- 1930: Gruppenausstellung bei der Société nationale des beaux-arts[12]
- 1988: Ausstellung im Musée d’Orsay, Paris[13]
- 2010: Gruppenausstellung Bilder einer Metropole im Museum Folkwang, Essen[14]
- 2015: Gruppenausstellung Monet, Gauguin, van Gogh... Inspiration JapanInspiration Japan im Kunsthaus Zürich[15]
- regelmäßig im Museum Maison de la Chicorée in Orchies